# Estrella variable AI Velorum
Las estrellas variables AI Velorum son una clase de estrellas variables
pulsantes muy similares a las variables Delta Scuti, de las que se diferencian por tener una mayor amplitud (hasta aproximadamente 1,2 magnitud), con un período de 1 a 5 horas. El prototipo, AI Velorum, es la estrella más brillante de su clase, con una variación de brillo entre magnitud aparente +6,4 y +7,1.
Las variables AI Velorum anteriormente eran conocidas como cefeidas enanas.